# 威尔顿·桑托斯·德·安德拉德
威尔顿·桑托斯·德·安德拉德（Weldon Santos de Andrade，1980年8月6日—），简称威尔顿（Weldon），是一名巴西职业足球运动员，司职前锋。现在效力于罗马尼亚足球甲级联赛球队CFR克卢日。

## 俱乐部生涯
威尔顿出生于巴西圣保罗州圣安德烈，他在桑托斯开始职业足球生涯，早期效力于巴西人、累西腓、庞特普雷塔，2004年首次离开巴西加盟沙特阿拉伯球队阿尔-纳斯尔。2005年，威尔顿回到巴西，加盟克鲁塞罗，之后他数次被租借至外，其中包括在2006年租借到法国足球甲级联赛球队索肖和特鲁瓦，但他在法甲联赛仅留下出场10次进1球的记录。
2009年7月21日，威尔顿转会加盟葡萄牙足球超级联赛球队本菲卡。 8月16日，他在2009/10赛季第一轮首次代表本菲卡出场，并在比赛中打进一球，帮助球队主场1比1战平马里迪莫。在本菲卡，他主要担任奥斯卡·卡多佐和哈维尔·萨维奥拉的替补，赛季出场12次，取得5个进球。2010/11赛季，威尔顿的出场时间进一步被压缩，在正式比赛中出场8次，其中联赛出场4次，总时间少于100分钟。2011年夏季，威尔顿离开葡萄牙，转投罗马尼亚足球甲级联赛球队CFR克卢日。
2012年2月，威尔顿以100万欧元的身价租借到中国足球超级联赛球队长春亚泰，长春亚泰在赛季结束后拥有以300万欧元买断的优先权。 在受到伤病的困扰，威尔顿在2012赛季仅出场21次，其中只有13次首发，一共射进5个联赛入球，最终长春亚泰放弃签入威尔顿。

## 荣誉
累西腓
- 伯南布哥州足球联赛冠军：2003，2007

本菲卡
- 葡萄牙足球超级联赛冠军：2009–10
- 葡萄牙联赛杯冠军：2009–10，2010–11